# Reformierte Kirche Stein AR

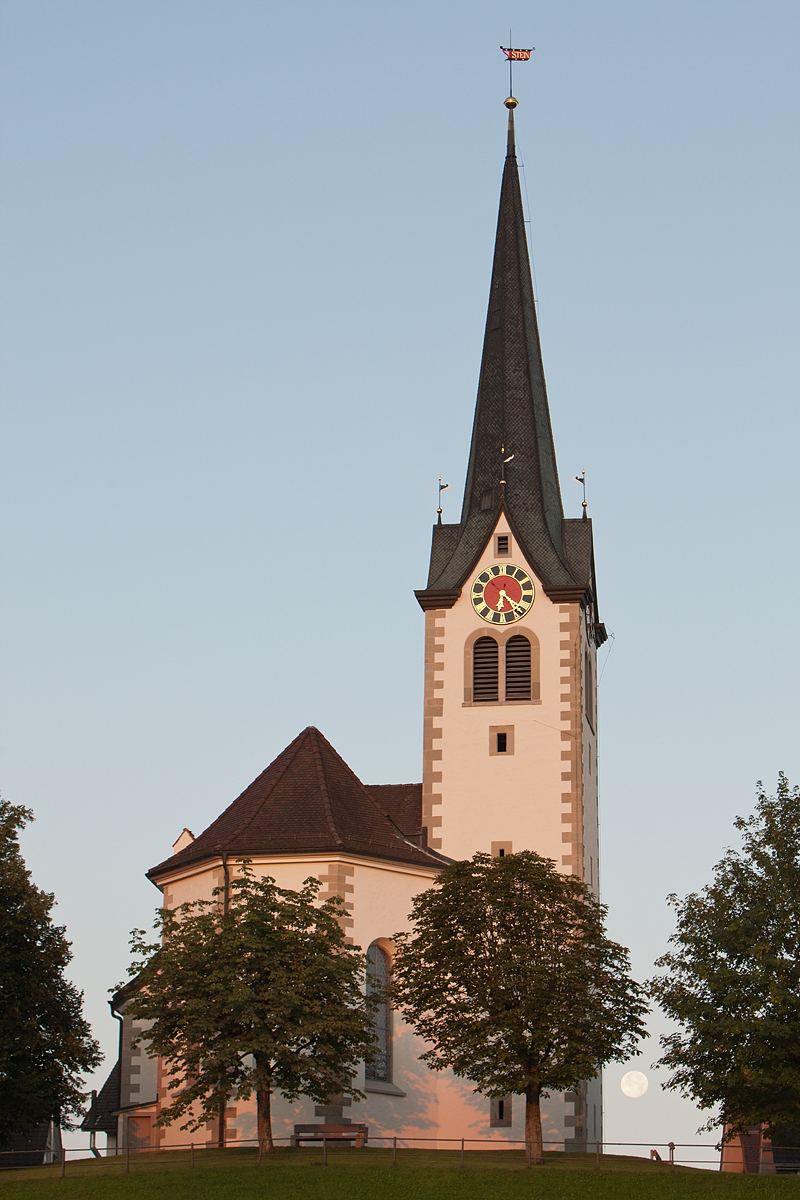
Reformierte Kirche Stein AR

Die reformierte Kirche Stein AR ist ein von den Teufener Baumeistern Jakob und Hans Ulrich Grubenmann 1749 errichtetes Kirchengebäude in Stein AR.

## Baugeschichte
Der Kirchenbau wurde dank der Loslösung der Gemeinde Stein von Hundwil möglich. Beauftragt wurden die damals noch wenig bekannten Brüder Jakob und Johann Ulrich Grubenmann. Während es für Jakob Grubenmann bereits das fünfte Kirchenbauprojekt war, stellt dieser Kirchenbau für Johann Ulrich sein Erstlingswerk dar. Die Bauzeit betrug nur etwa sieben Monate, von Mai bis November 1749.
Die Kirche wurde als 20 Meter lange und 14 Meter breite Saalkirche mit Polygonalchor geplant und ausgeführt. Die Dachkonstruktion in Brückenbauweise trägt das Tonnendach der Kirche durch Hängesäulen. Diese Dachkonstruktion stellt einen wesentlichen Schritt in der Entwicklung der grubenmannschen Zimmermannskunst dar. Das heutige Aussehen der Kirche geht auf eine Innenrenovation von 1983 zurück.

## Ausstattung

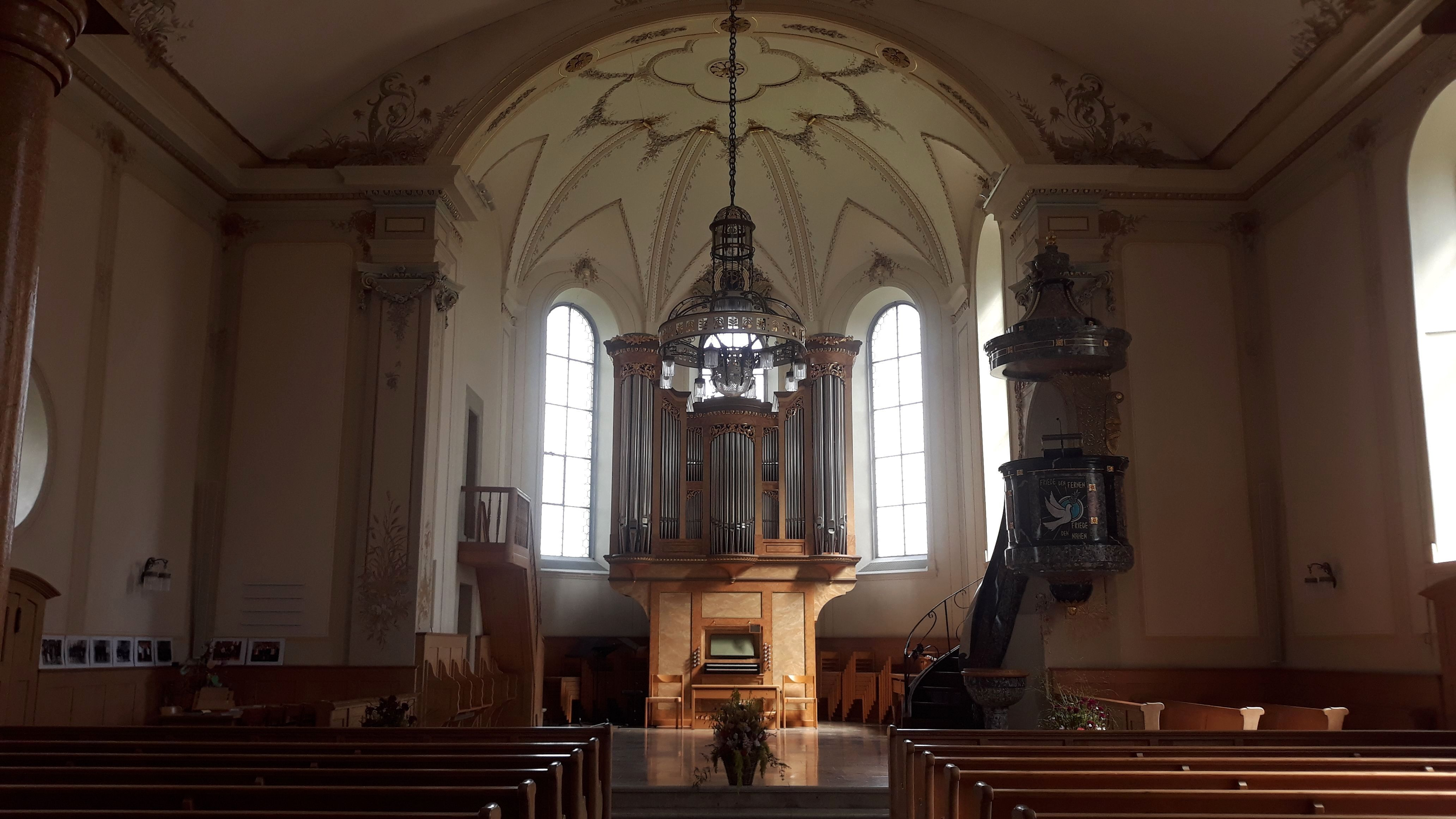
Chor mit Orgel

Kanzel und Taufstein stammen von Gebhard Moosbrugger. Die Malereien im Jugendstil wurden 1903 ausgeführt. An der Westseite befindet sich eine hölzerne Empore.
Die heutige Orgel wurde 1985 durch Orgelbau Kuhn AG nach Vorbildern von Franz Anton Kiene gefertigt. Ihre 20 Register verteilen sich auf zwei Manuale und das Pedal. Die Vorgängerorgel aus dem Jahr 1893 hatte 16 Register. Wie das Vorgängerinstrument ist auch die heutige Orgel im Chor der Kirche aufgestellt.
Im Kirchturm hängt ein vierstimmiges Glockengeläut aus dem Jahr 1874, eines der zahlreichen Dur-Akkordgeläute der Glockengiesserei Keller.
| Glocke    | 1       | 2       | 3      | 4      |
| --------- | ------- | ------- | ------ | ------ |
| Gewicht   | 2710 kg | 1402 kg | 799 kg | 350 kg |
| Schlagton | h°      | dis′    | fis′   | h′     |